# Castelo de Stone

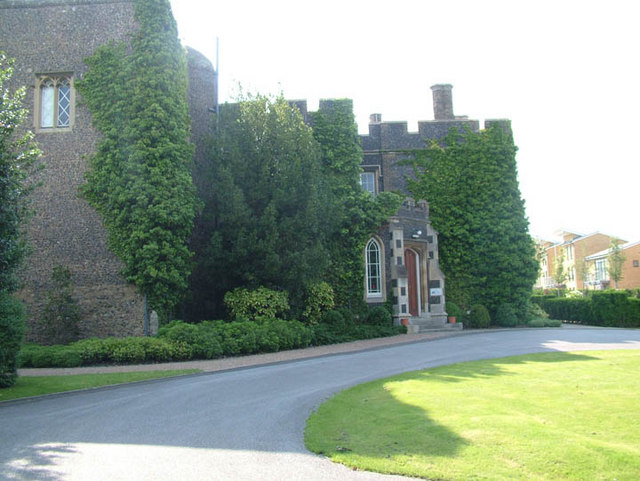
Castelo de Stone visto do leste

O Castelo de Stone é um castelo em Stone, perto de Bluewater, em Kent, na Inglaterra. Foi construído entre 1135 e 1140 no local onde Guilherme, o Conquistador, assinou um tratado com os homens de Kent em 1067.